# Jacques Boucher de Crèvecœur de Perthes
Jacques Boucher de Crèvecœur de Perthes [ejtsd: busé dö krevkör de pert] (Rethel, 1788. szeptember 10. – Amiens, 1868. augusztus 5.) francia archeológus és író.

## Élete
Jules Armand Guillaume Boucher de Crèvecœur botanikus és Etienne-Jeanne-Marie de Perthe fiaként született. I. Napóleon alatt több kiküldetésben járt Olaszországban, Magyarországon, Ausztriában és Németországban.

## Munkái
- Opinion de M. Christophe (1831-34, ebben a művében a szabad kereskedelem mellett foglalt állást)
- De la création, essai sur l'origine et la progression des êtres (5 kötet, 1839-41)
- Antiquités celtiques et antédiluviennes (1846-65)
- De l'homme antédiluvien et ses œuvres (1860)
- Voyage à Constantinople par l'Italie, la Sicile et la Grèce (1855)
- Voyage en Danemark, en Suède, en Norvège, par la Belgique et la Hollande (1858)
- Voyage en Russie (1859)
- Voyage en Espagne et en Algérie (1859)
- Les masques, biographie sans nom (1861-64)
- Sous dix rois, souvenirs de 1791 à 1860 (1862-1867)
- Des Idées innées de la mémoire et de l'instinct (pszichológiai tanulmány, 1867)